# Jilin (by)
Jilin (kinesisk skrift: 吉林; pinyin: Jílín; Wade-Giles: Chí-lín) er en by på præfekturniveau beliggende centralt i provinsen Jilin i det nordøstlige Kina. 
Præfekturet har et areal på 27.722 km² og en befolkning på 4.320.000 (2007).
Jilin ligger ved floden Songhua, og har flodhavn. Byen er et jernbaneknudepunkt i området, og er et handels- og industricenter. Her er stor kemisk industri og cellulose- og papirfabrikker. Der produceres eller raffineres også olie, kunstgødning, cement, tømmer og sukker. Jilin var hovedstaden i provinsen af samme navn frem til 1954.

## Historie
Jilin ble grundlagt under Qing-dynastiet som garnisonsby i 1673. I 1913 fik den jernbaneforbindelse til Changchun. 
Under det japanske styre mellem 1931 og 1945 blev der bygget meget sværindustri i byen.

## Administrative enheder
Bypræfekturet Jilin har jurisdiktion over 4 distrikter (区 qū), 4 byamter (市 shì) og et amt (县 xiàn).
| Kort            | Kort      | Kort   | Kort         | Kort                   | Kort        | Kort       |
| --------------- | --------- | ------ | ------------ | ---------------------- | ----------- | ---------- |
| Kort over Jilin |           |        |              |                        |             |            |
| #               | Navn      | Hanzi  | Pinyin       | Befolkning (2003 est.) | Areal (km²) | Indb./km²) |
| Distrikter      |           |        |              |                        |             |            |
| 1               | Chuanying | 船营区 | Chuányíng Qū | 450.000                | 711         | 633        |
| 2               | Longtan   | 龙潭区 | Lóngtán Qū   | 500.000                | 1.209       | 414        |
| 3               | Changyi   | 昌邑区 | Chāngyì Qū   | 590.000                | 865         | 682        |
| 4               | Fengman   | 丰满区 | Fēngmǎn Qū   | 250.000                | 1.032       | 242        |
| Byamter         |           |        |              |                        |             |            |
| 5               | Panshi    | 磐石市 | Pánshí Shì   | 540.000                | 3.867       | 140        |
| 6               | Jiaohe    | 蛟河市 | Jiāohé Shì   | 460.000                | 6.235       | 74         |
| 7               | Huadian   | 桦甸市 | Huàdiàn Shì  | 450.000                | 6.624       | 68         |
| 8               | Shulan    | 舒兰市 | Shūlán Shì   | 660.000                | 4.554       | 145        |
| Amt             |           |        |              |                        |             |            |
| 9               | Yongji    | 永吉县 | Yǒngjí Xiàn  | 390.000                | 2.625       | 149        |

## Trafik
Kinas rigsvej 202 går gennem området. Den begynder i Heihe i provinsen Heilongjiang, passerer gennem Harbin og Shenyang, og ender i Dalian ved det Gule Hav.
Kinas rigsvej 302 går gennem området. Den går fra Hunchun i provinsen Jilin til Ulanhot i Indre Mongoliet.
43°52′N 126°34′Ø / 43.867°N 126.567°Ø